# Jean Lanher

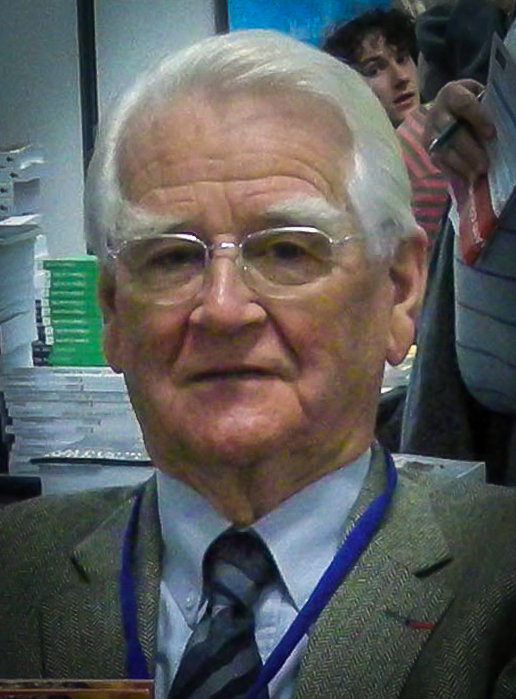
Jean Lanher

Jean Lanher (* 31. Oktober 1924 in Montmédy; † 4. Januar 2018) war ein französischer Romanist und Dialektologe.

## Leben und Werk
Lanher habilitierte sich an der Sorbonne bei Raymond Arveiller mit Contribution à l'étude d'une scripta diplomatique en Lorraine. Actes en langue vulgaire antérieurs à 1271, conservés dans le département des Vosges (2 Bde., Paris 1976) und wurde Professor an der Universität Nancy. Er lehrte Französische Sprache und Literatur des Mittelalters und der Renaissance. Zusammen mit Alain Litaize und Jean Richard erarbeitete er den Atlas linguistique et ethnographique de la Lorraine romane (4 Bde., 1979–1988). Er war Mitherausgeber zahlreicher Kolloquienbände zur lothringischen Regional- und Lokalgeschichte.

Lanher war seit 1978 assoziiertes und seit 1987 reguläres Mitglied der Académie de Stanislas.

## Weitere Werke
- Chartes en langue française antérieures à 1271 conservées dans le département des Vosges, Paris 1975
- (Hrsg.) Humour en Lorraine, Le Puy 1982
- Au fil des mois. Dictons de Lorraine (mit Alain Litaize), Nancy 1985
- Au fil du temps. Dictons de Lorraine (mit Alain Litaize), Nancy 1989
- Dictionnaire du français régional de Lorraine (mit Alain Litaize), Paris 1990, 1994, 2002 (u.d.T. Le parler de Lorraine), 2006
- Expressions et histoires à rire de Lorraine, Paris 2000, 2008
- Le pays de Montmédy au fil des jours, août 1914-novembre 1918, Metz 2001